# Союз ТМА-01М
«Союз ТМА-01М» — модернизированный российский пилотируемый космический корабль, на котором был осуществлён пилотируемый полёт к международной космической станции. Это был двадцать четвёртый полёт корабля серии «Союз» к МКС. В состав экипажа корабля входят космонавты Александр Калери (Россия), Олег Скрипочка (Россия) и Скотт Келли (США). На МКС они вошли в состав двадцать пятой и двадцать шестой долговременных экспедиций. Командир экипажа Александр Калери выбрал позывной «Ингул» для этой миссии.

## Особенности корабля
«Союз ТМА-01М» — первый корабль новой серии, разработанной и изготавливаемой в РКК «Энергия». Модернизация корабля коснулась, в первую очередь, бортовой цифровой вычислительной машины и системы передачи телеметрической информации. Ранее на космических кораблях «Союз» использовалась аналоговая система передачи телеметрической информации, тогда как на «Союзе ТМА-М» установлена цифровая, отличающаяся большей компактностью, а бортовой компьютер относится к классу ЦВМ-101 — более совершенному, чем машины, стоявшие на предыдущих поколениях «Союзов».
В результате модернизации были заменены 36 устаревших приборов на 19 приборов современной разработки, что повлекло за собой также обновление систем управления бортовым комплексом и обеспечения теплового режима. Была повышена технологичность изготовления корабля, а общая масса «Союза» уменьшена на 70 кг.

## Экипаж
Экипаж старта и посадки
- (Роскосмос) Александр Калери (5) — командир экипажа.
- (НАСА) Скотт Келли (3) — бортинженер.
- (Роскосмос) Олег Скрипочка (1) — бортинженер.

Дублирующий экипаж
- (Роскосмос) Сергей Волков — командир экипажа.
- (Роскосмос) Сергей Ревин — бортинженер.
- (НАСА) Рональд Гаран — бортинженер.

## Хроника полёта
- 8 октября 2010 года в 03:10:55 МСК корабль стартовал с космодрома «Байконур»[5].

Через девять минут ракета-носитель вывела «Союз» на околоземную орбиту со следующими параметрами:
1. минимальная высота над поверхностью Земли — 199,85 километра;
2. максимальная высота над поверхностью Земли — 258,77 километра;
3. период обращения — 88,81 минуты;
4. наклонение — 51,63 градуса[2].

- 10 октября в 04:01 МСК космический корабль «Союз ТМА-01М» успешно состыковался с МКС. Корабль причалил в автоматическом режиме к исследовательскому модулю «Поиск»[6].
- 10 октября в 07:09 МСК Открытие люков между «Союзом» и станцией МКС[7].
- 16 марта 2011 года в 10:54 МСК спускаемый аппарат корабля «Союз ТМА-01М» совершил мягкую посадку в расчётном районе в 86 километрах севернее города Аркалык в Казахстане. Все операции по спуску с орбиты и приземлению прошли штатно.